# 750 7th Avenue
750 7th Avenue je postmoderní mrakodrap v New Yorku. Má 36 podlaží a výšku 187,5 metrů. Byl dokončen v roce 1989 podle projektu společnosti Kevin Roche/John Dinkeloo & Associates a je ve vlastnictví Hines Interests Limited Partnership. Budova disponuje prostory o celkové výměře 54 920 m2, z toho většinu zabírají kanceláře. Stojí na 7. Avenue nedaleko Times Square.